# Herpetophytum
Herpetophytum là một chi thực vật có hoa trong họ Lan.